# Barbara Randolph

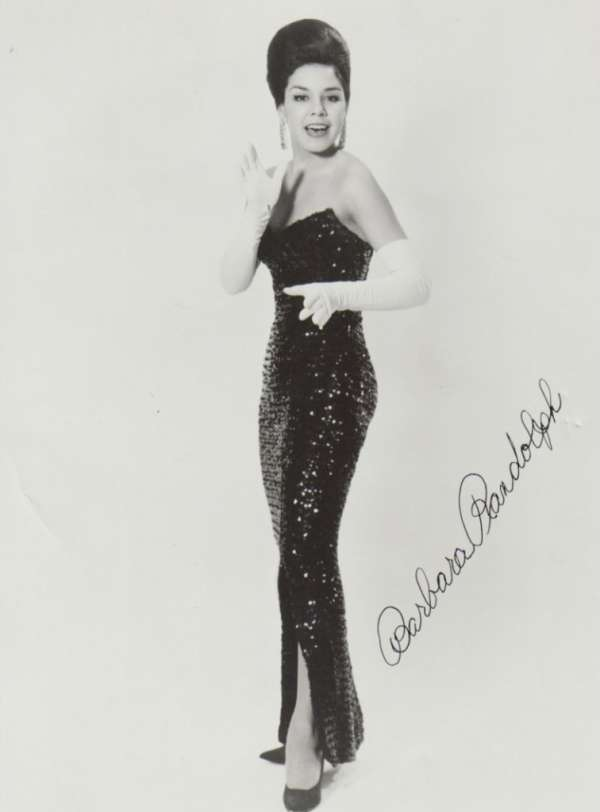
Autogrammkarte von Barbara Randolph, ca. 1962.

Barbara Randolph, eigentlich Barbara Ann Sanders (* 5. Mai 1942 in Detroit; † 15. Juli 2002 in Südafrika) war eine US-amerikanische Soul-Sängerin und Schauspielerin, die Mitte der 1960er Jahre Zola Taylor in der Doo-Wop-Gruppe The Platters ersetzte und später bei Motown unter Vertrag war.

## Biografie
Geboren wurde sie 1942 in Detroit. Sie wurde von der Schauspielerin Lillian Randolph und deren zweitem Ehemann Edward M. Sanders adoptiert, deren Nachnamen sie annahm. Sie folgte ihrer Mutter auf die Leinwand und hatte unter anderem neben Dorothy Dandridge und Harry Belafonte einen kleinen Auftritt in dem mit dem Christopher Award ausgezeichneten Film Bright Road (1953).
Ab 1957 sang die 15-jährige zusammen mit ihrer Mutter in Steve Gibsons Gesangsgruppe The Red Caps. Später unterstützte sie ihre Mutter bei Gesangsauftritten in Nachtclubs.
Ihren ersten Plattenvertrag bekam sie 1960 bei RCA Records, wo jedoch keine Platte herauskam. Sie steuerte Begleitgesang auf der Single Tears of Sorrow (1960) der Girlgroup The Primettes bei (aus den Primettes wurden später die Supremes).
1964 ersetzte sie Zola Taylor in der erfolgreichen Doo-Wop-Gruppe The Platters, mit denen sie das Album The New Soul of The Platters – Campus Style veröffentlichte. Nach weniger als einem Jahr stieg Randolph wieder aus. Sie machte mit der Schauspielerei weiter und übernahm 1967 die Rolle der Dorothy in der Komödie Rat mal, wer zum Essen kommt (Regie: Stanley Kramer).
Im gleichen Jahr unterschrieb sie einen Plattenvertrag bei Motown und veröffentlichte zwei Singles bei einem seiner Tochterlabel, Soul Records, eine Coverversion der Four-Tops-Nummer I Got a Feeling (September 1967) und die durch Marvin Gaye bekannt gewordene Nummer Can I Get a Witness (August 1968).
Randolph ersetzte zwischenzeitlich die krankheitsbedingt ausgefallene Tammi Terrell bei deren Auftritten mit Marvin Gaye. Zudem ging sie mit Gaye, den Four Tops, Gladys Knight & the Pips und Hugh Masekela 1968 auf Tournee.
Als Diana Ross Berry Gordy im Frühsommer 1967 immer mehr bedrängte, einen Ersatz für Florence Ballard innerhalb der Supremes zu finden, dachte Gordy zunächst an Randolph. Ross legte ihr Veto ein. Ballard wurde schließlich im Juli 1967 mit Cindy Birdsong von Patti LaBelle and the Bluebelles ersetzt.
Nach ihrer Zeit bei Motown war Randolph bei Lee Hazlewoods Label LHI Records (Lee Hazlewood International) unter Vertrag, wo die nächsten beiden Singles erschienen, Woman to That Man (1969) und Miracle on 19th Street (1970). Im November 1970 sang Randolph für US-amerikanische Truppen in Vietnam.
Barbara Randolph war mit dem A&R-Mann Eddie Singleton verheiratet, der zuvor mit Berry Gordys Exfrau, Raynoma Liles Gordy, verheiratet gewesen war.
Barbara Randolph verstarb 2002 im Alter von 60 Jahren in Südafrika an Krebs. Sie ist auf dem Woodlawn Cemetery in ihrer Heimatstadt Detroit beigesetzt.
Trotz ihrer kurzen Motown-Karriere konnte Barbara Randolph später viele Anhänger unter Motown-Fans wie auch unter Anhängern der Northern-Soul-Szene finden. 2003 wurde eine Compilation-CD mit ihren sämtlichen veröffentlichten und einer ganzen Reihe unveröffentlichten Motown-Aufnahmen veröffentlicht. Ein weiterer bis dahin unveröffentlichter Song, My Love Is Your Love (Forever) (geschrieben von Ivy Jo Hunter) erschien 2015 auf Love & Affection: More Motown Girls, der zweiten Ausgabe einer Compilation-CD-Serie mit weniger bekannten oder bisher unveröffentlichten Stücken weiblicher Motown-Künstler aus den 1960er Jahren.

## Diskografie

### Studioalben
- 1964: The New Soul of the Platters – Campus Style (Mercury SR 60983) – mit The Platters
- 1992: Breaking Into My Heart (Motorcity Records MOTCCD86)

### Singles
- 1964: "Sweet Daddy Tree Top Tall" / "Rock Lomond" (Mercury 72349)
- 1967: "I Got a Feeling" / "You Got Me Hurtin' All Over" (Soul S-35038)
- 1968: "Can I Get a Witness" / "You Got Me Hurtin' All Over" (Soul S-35050)
- 1969: "Woman to That Man" / "Cheap Lovin'" (LHI Records LHI-22)
- 1970: "Miracle on 19th Street" / "Ten or Eleven Towns Ago" (LHI Records LHI-30)
- 1982: "Success (Vocal)" / "Success (Instrumental)" (Winning Records WROH-1004)
- 1989: "I Got a Feeling" / "Turning My Back and Walking Away" (Nightmare Records MARE 89)
- 1992: "Soul Searching" / "Save Me Now" (Motorcity Records 12 MOTC 103)

### Compilations
- 2003: Barbara Randolph: The Collection (Spectrum Music 066 686-2)

## Filmografie
- 1953: Bright Road
- 1963: Channing
- 1967: Rat mal, wer zum Essen kommt (Guess Who's Coming to Dinner)
- 1969: Die Kaktusblüte (Cactus Flower)